# Sphères de Hallin
Les sphères de Hallin sont une théorie du reportage d'actualité et de son cadrage rhétorique posée par l'historien du journalisme Daniel C. Hallin dans son livre The Uncensored War (1986) pour expliquer la couverture de la guerre du Vietnam. Hallin divise le monde du discours politique en trois sphères concentriques : le consensus, la controverse légitime et la déviance. Dans la sphère du consensus, les journalistes supposent que tout le monde est d'accord. La sphère de la controverse légitime comprend les débats politiques classiques et les journalistes sont censés rester neutres. La sphère de la déviance sort des limites du débat légitime, et les journalistes peuvent l'ignorer. Ces frontières changent, à mesure que l'opinion publique change.
Les sphères de Hallin, qui traitent des médias, sont similaires à la fenêtre d'Overton, qui traite de l'opinion publique en général, et pose une échelle mobile de l'opinion publique sur une question donnée allant de la sagesse conventionnelle à l'inacceptable.
Hallin a utilisé le concept de cadrage pour décrire la présentation et la réception des problèmes en public. Par exemple, encadrer la consommation de drogues comme une activité criminelle peut encourager le public à considérer ce comportement comme antisocial. Hallin a également utilisé le concept de couloir d'opinion, dans lequel l'éventail de l'opinion publique se rétrécit et l'opinion en dehors de ce couloir passe de la controverse légitime à la déviance.[réf. nécessaire]

## Description

### Sphère de consensus
Cette sphère contient les sujets sur lesquels il existe un large accord, ou du moins la perception de celui-ci. Dans la sphère du consensus, « les journalistes se sentent libres d'invoquer un « nous » généralisé et de prendre pour acquis des valeurs et des hypothèses partagées ». Les exemples incluent des choses telles que la maternité et la tarte aux pommes. Pour les sujets de ce domaine, les journalistes se sentent libres de prôner ouvertement une opinion sans avoir à être neutres ou à présenter un point de vue opposé et à être des observateurs désintéressés.

### Sphère de controverse légitime
Pour les sujets de cette sphère, les personnes rationnelles et informées ont des points de vue différents dans une fourchette limitée. Ces sujets sont donc les plus importants à couvrir, et aussi ceux sur lesquels les journalistes sont apparemment obligés de rester des reporters désintéressés, plutôt que de plaider pour ou contre un point de vue particulier. Schudson note que Hallin, dans son étude influente des médias américains pendant la guerre du Vietnam, soutient que l'engagement du journalisme envers l'objectivité a toujours été compartimenté. C'est-à-dire qu'à l'intérieur d'une certaine sphère, celle de la controverse légitime, les journalistes cherchent consciencieusement à être équilibrés et objectifs.

### Sphère de déviance
Les sujets dans ce domaine sont rejetés par les journalistes comme étant indignes de considération générale. Ces points de vue sont perçus comme incontrôlables, tabous ou d'une importance si mineure qu'ils ne sont pas dignes d'intérêt. Hallin soutient que dans le domaine de la déviance, "les journalistes s'écartent également des normes standard de reportage objectif et se sentent autorisés à traiter comme marginaux, risibles, dangereux" ces sujets. Ils évitent de mentionner ou ridiculisent le sujet controversé comme étant en dehors des limites d'une controverse acceptable, et censurent les individus et les groupes qui y sont associés. Un exemple simple : une personne affirmant que des extraterrestres manipulent les scores de basket-ball universitaire pourrait avoir des difficultés à trouver une couverture médiatique sportive pour une telle affirmation. Un exemple plus politique : la « Fairness Doctrine » du régulateur américain des médias FCC, destinée aux stations de radio, prônait l'équilibre entre les nouvelles et les opinions politiques de droite et de gauche, tout en précisant que les diffuseurs n'avaient pas à réserver d'espace ou de temps aux points de vue communistes.

## Usages des termes
Craig Watkins (2001, p. 92–4) utilise les sphères de Hallin dans un article examinant la couverture des nouvelles télévisées par les chaînes de télévision ABC, CBS et NBC de la marche du million d'hommes, une manifestation qui a eu lieu à Washington, DC le 16 octobre 1995. Watkins analyse les pratiques de cadrage dominantes – définition du problème, dispositifs rhétoriques, utilisation de sources et d'images – employées par les journalistes pour donner un sens à cette expression particulière de protestation politique. Il soutient que les trois sphères de Hallin sont un moyen pour les pratiques de cadrage médiatique de développer des contextes de reportage spécifiques, et chaque sphère développe son propre style distinct de ressources de reportage d'actualités par différents tropes rhétoriques et discours.
Piers Robinson (2001, p. 536) utilise le concept en relation avec le débat qui a émergé sur la mesure dans laquelle les médias de masse servent les intérêts de l'élite ou, alternativement, jouent un rôle puissant dans la formation des résultats politiques. Son article passe en revue les sphères de Hallin comme un exemple de relations médias-État, qui met en lumière les lacunes théoriques et empiriques de la thèse de la « fabrication du consentement » (Chomsky, McChesney). Robinson soutient qu'est nécessaire une compréhension plus nuancée et bidirectionnelle de la direction de l'influence entre les médias et l'État qui s'appuie sur, plutôt que de rejeter, les récits théoriques existants.
La théorie de Hallin supposait un environnement médiatique relativement homogène, où la plupart des producteurs essayaient d'atteindre la plupart des consommateurs. Un paysage médiatique plus fracturé peut remettre en cause cette hypothèse, parce que différents publics peuvent placer des sujets dans différentes sphères, un concept lié à la bulle de filtre, qui postule que de nombreux membres du public choisissent de limiter leur consommation de médias aux domaines de consensus et de déviance qu'ils préfèrent personnellement.